# Stara Synagoga w Szczebrzeszynie
Stara Synagoga w Szczebrzeszynie – nieistniejąca obecnie, pierwsza, drewniana bożnica w Szczebrzeszynie zbudowana w 1584 roku. Na początku XVII wieku najprawdopodobniej na jej miejscu wzniesiono murowaną, renesansową synagogę.